# Schynige Platte-Bahn
| Züge in der Bergstation |                     |                                                   |                                                   |
| Streckenkarte im Netz der Schmalspurbahnen der JBH |                     |                                                   |                                                   |
| Streckennummer (BAV): | 314                 |                                                   |                                                   |
| Fahrplanfeld: | 314                 |                                                   |                                                   |
| Streckenlänge: | 7,26 km             |                                                   |                                                   |
| Spurweite: | 800 mm (Schmalspur) |                                                   |                                                   |
| Stromsystem: | 1500 V =            |                                                   |                                                   |
| Maximale Neigung: | 250 ‰               |                                                   |                                                   |
| Minimaler Radius: | 60 m                |                                                   |                                                   |
| Zahnstangensystem: | Riggenbach/Von Roll |                                                   |                                                   |
| |                     |                                                   |                                                   |
| Wilderswil–Schynige Platte |                     |                                                   |                                                   |
| \| \| \| Wilderswil BOB von Zweilütschinen nach Interlaken \| \| \| \| 0,00 \| Wilderswil SPB Depot und Werkstätte \| 584 m ü. M. \| \| \| \| \| \| \| \| 1,84 \| Rotenegg \| 886 m ü. M. \| \| \| \| Kehrtunnel Rotenegg (168 m) \| \| \| \| \| Stollfluh (16 m) \| \| \| \| 3,92 \| Wasserstation \| 1388 m ü. M. \| \| \| 4,61 \| Breitlauenen \| 1542 m ü. M. \| \| \| \| Kehrtunnel Grätli (157 m) \| \| \| \| \| \| \| \| \| \| Stepfegg (31 m) \| \| \| \| 7,26 \| Schynige Platte \| 1967 m ü. M. \| \| \| \| Gumihorn \| 2099 m ü. M. \| \| \| \| Tuba \| 2076 m ü. M. \| \| \| \| Oberberghorn \| 2069 m ü. M. \| \| \| \| \| \| \| Quellen: [1][2][3][4] \| \| \| \| |                     |                                                   |                                                   |
| Bahnhof quer |                     | Wilderswil BOB von Zweilütschinen nach Interlaken | Wilderswil BOB von Zweilütschinen nach Interlaken |
| Kopfbahnhof Streckenanfang | 0,00                | Wilderswil SPB Depot und Werkstätte               | 584 m ü. M.                                       |
| |                     |                                                   |                                                   |
| Dienststation / Betriebs- oder Güterbahnhof | 1,84                | Rotenegg                                          | 886 m ü. M.                                       |
| Strecke von links (im Tunnel) · Strecke nach rechts |                     | Kehrtunnel Rotenegg (168 m)                       | Kehrtunnel Rotenegg (168 m)                       |
| Strecke nach links (im Tunnel) · Strecke von rechts |                     | Stollfluh (16 m)                                  | Stollfluh (16 m)                                  |
| Strecke von links · ehemalige Blockstelle quer · Strecke nach rechts | 3,92                | Wasserstation                                     | 1388 m ü. M.                                      |
| Strecke nach links · Bahnhof quer · Strecke von rechts | 4,61                | Breitlauenen                                      | 1542 m ü. M.                                      |
| Strecke von links (im Tunnel) · Strecke quer · Strecke nach rechts |                     | Kehrtunnel Grätli (157 m)                         | Kehrtunnel Grätli (157 m)                         |
| Strecke nach links (im Tunnel) · Strecke von rechts |                     |                                                   |                                                   |
| Tunnel |                     | Stepfegg (31 m)                                   | Stepfegg (31 m)                                   |
| Kopfbahnhof Streckenende | 7,26                | Schynige Platte                                   | 1967 m ü. M.                                      |
| |                     | Gumihorn                                          | 2099 m ü. M.                                      |
| |                     | Tuba                                              | 2076 m ü. M.                                      |
| |                     | Oberberghorn                                      | 2069 m ü. M.                                      |
| |                     |                                                   |                                                   |
| Quellen: |                     |                                                   |                                                   |

Die Schynige Platte-Bahn (SPB) ist eine elektrische Zahnradbahn im Berner Oberland in der Schweiz mit einer Spurweite von 800 mm. Sie führt auf einer 7,26 Kilometer langen Strecke von Wilderswil bei Interlaken auf die Schynige Platte.

## Geschichte

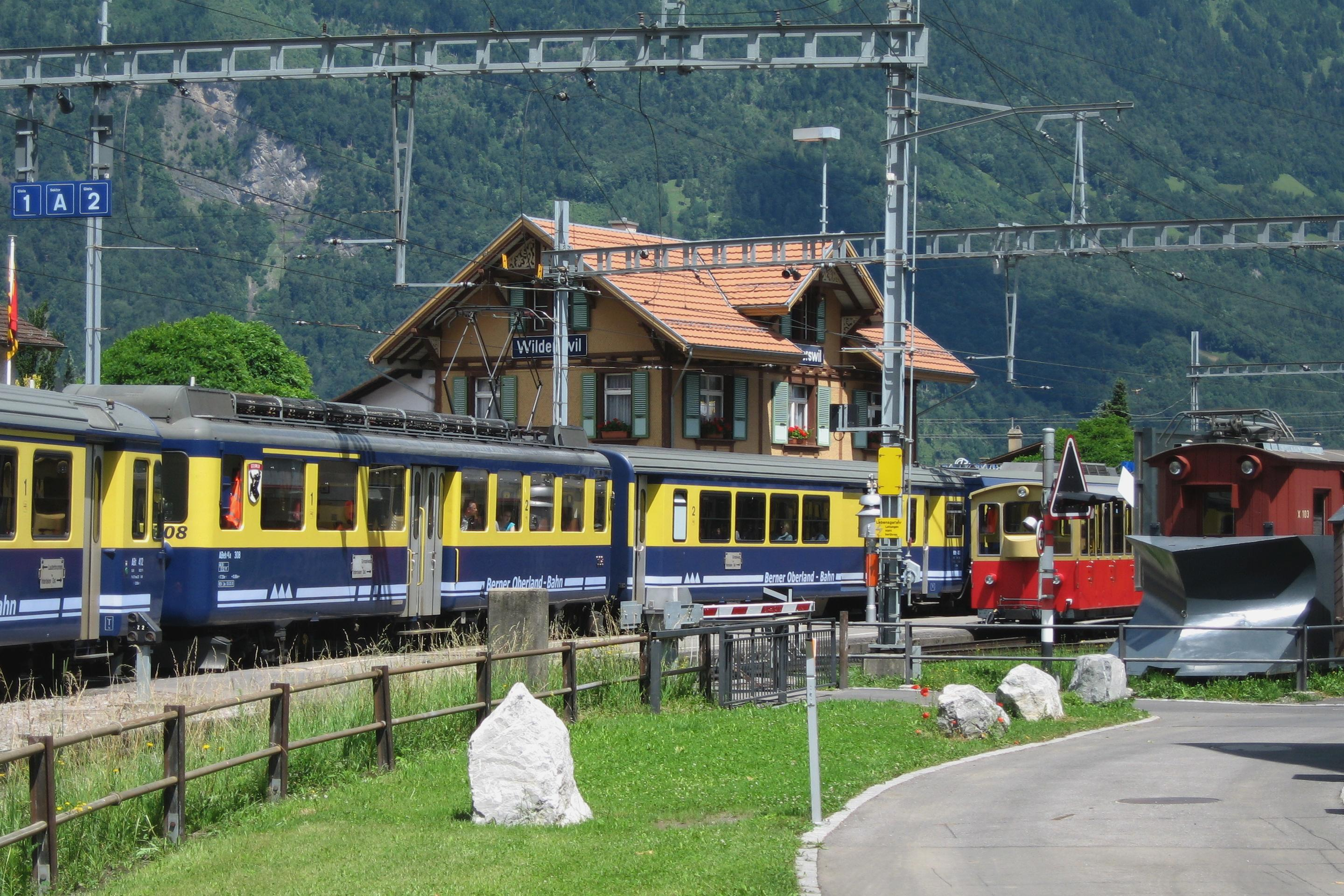
Talstation Wilderswil mit Zügen der BOB und SPB (2011)

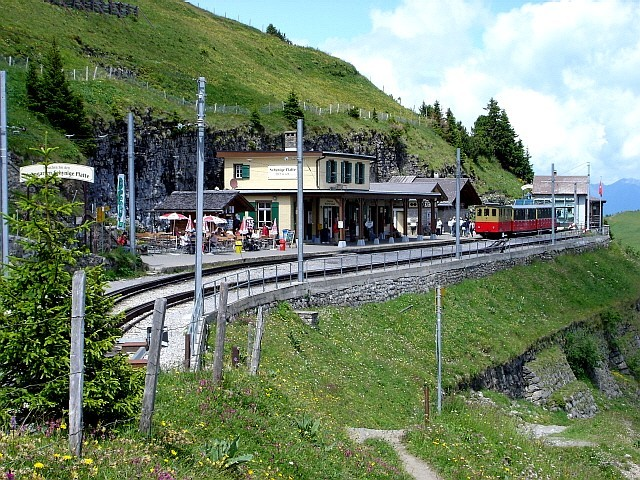
Bergstation (2009)

Die Konzession für die Zahnradbahn wurde 1890 erteilt, am 14. Juni 1893 wurde die Bahnstrecke eröffnet. Die Aktiengesellschaft Schynige Platte-Bahngesellschaft verkaufte die Bahn bereits 1895 an die Berner Oberland-Bahnen (BOB).
1914 wurde die Bahnstrecke elektrifiziert. Die damals beschafften Elektrolokomotiven He 2/2 11 bis 14 sind heute noch im fahrplanmässigen Betrieb. 1946 legten die BOB und die Betriebsgemeinschaft Jungfraubahn (JB) / Wengernalpbahn (WAB) ihre Direktionen zusammen. Die Bahnen in der Jungfrau-Region werden seither gemeinsam verwaltet und betrieben. Die Verwaltungsgemeinschaft erhielt im Jahr 2000 als Jungfraubahnen Management AG ihre eigene Rechtspersönlichkeit als gemeinsames Tochterunternehmen der Jungfraubahn Holding und der BOB.
Im Sommer 2005 wurden mit einem Triebwagen und Steuerwagen der Wengernalpbahn Testfahrten durchgeführt, mit denen und weiteren baugleichen Kompositionen in der Nebensaison ein kostengünstiger Betrieb abgewickelt werden sollte. Es stellte sich jedoch heraus, dass die Tunnelprofile anzupassen gewesen wären. Ebenfalls war die konstant sehr steile Strecke eine grosse Belastung für den Triebwagen.
Beim Hochwasser Ende August 2005 der durch Wilderswil fliessenden Lütschine wurde der in der dortigen Talstation befindliche Triebwagen erheblich beschädigt und in Folge im Frühjahr 2006 nach Kaiseraugst überführt, wo er zusammen mit dem Steuerwagen abgebrochen wurde.

## Technik
Die Durchschnittssteigung der Bahnstrecke ist 190 ‰, die grösste Steigung beträgt 250 ‰. Der kleinste Kurvenradius beträgt 60 Meter. Die Zahnstange der Zahnradbahnstrecke entspricht den Systemen Riggenbach-Pauli und Von Roll.

## Bauwerke
Die Stationsgebäude in Breitlauenen bestehend aus dem Bahnhofgebäude und der separaten Toilette mit Plumpsklo befinden sich nach wie vor weitgehend im Originalzustand.
Der Grätlitunnel wurde 1982 saniert.

## Touristische Bedeutung
Die Bahn wird von der Jungfraubahnen Management AG als Nostalgiebahn bezeichnet. Die Bergstation Schynige Platte liegt auf einem Berghang, der eine Aussicht auf das Bergpanorama Eiger, Mönch und Jungfrau bietet. Vom Grat des Berges aus sind der Brienzersee, Interlaken und der Thunersee zu sehen. Die Schynige Platte ist Ausgangspunkt der Höhenwanderung über das Faulhorn und den Bachalpsee zum First, von wo eine Gondelbahn hinunter nach Grindelwald führt.

## Betrieb
Da die Bahnstrecke nicht wintersicher ist und auf der Schynigen Platte kein Wintersport betrieben wird, fährt die Bahn nur in der Sommersaison. Im lawinengefährdeten oberen Streckenteil muss die Fahrleitung jedes Jahr im Herbst abgebaut und nach der Schneeschmelze im Frühjahr wieder montiert werden.
Die Züge brauchen bei der effektiv gefahrenen Geschwindigkeit von 9 bis 10 km/h annähernd 20 Minuten für die Fahrt zwischen den beiden Ausweichen. Damit ist ein 40-Minuten-Takt möglich. Dieser kann bei schwachem Verkehr mit drei Zugskompositionen gefahren werden. Bei schönem Wetter und guter Fernsicht fahren alle zehn verfügbaren Züge, bestehend aus je einer Lokomotive mit zwei Personenwagen, im Zugverband (Folgezugbetrieb). Dies erfolgt in Gruppen mit dem Umfang von zwei bis vier Zügen.

## Fahrzeugpark

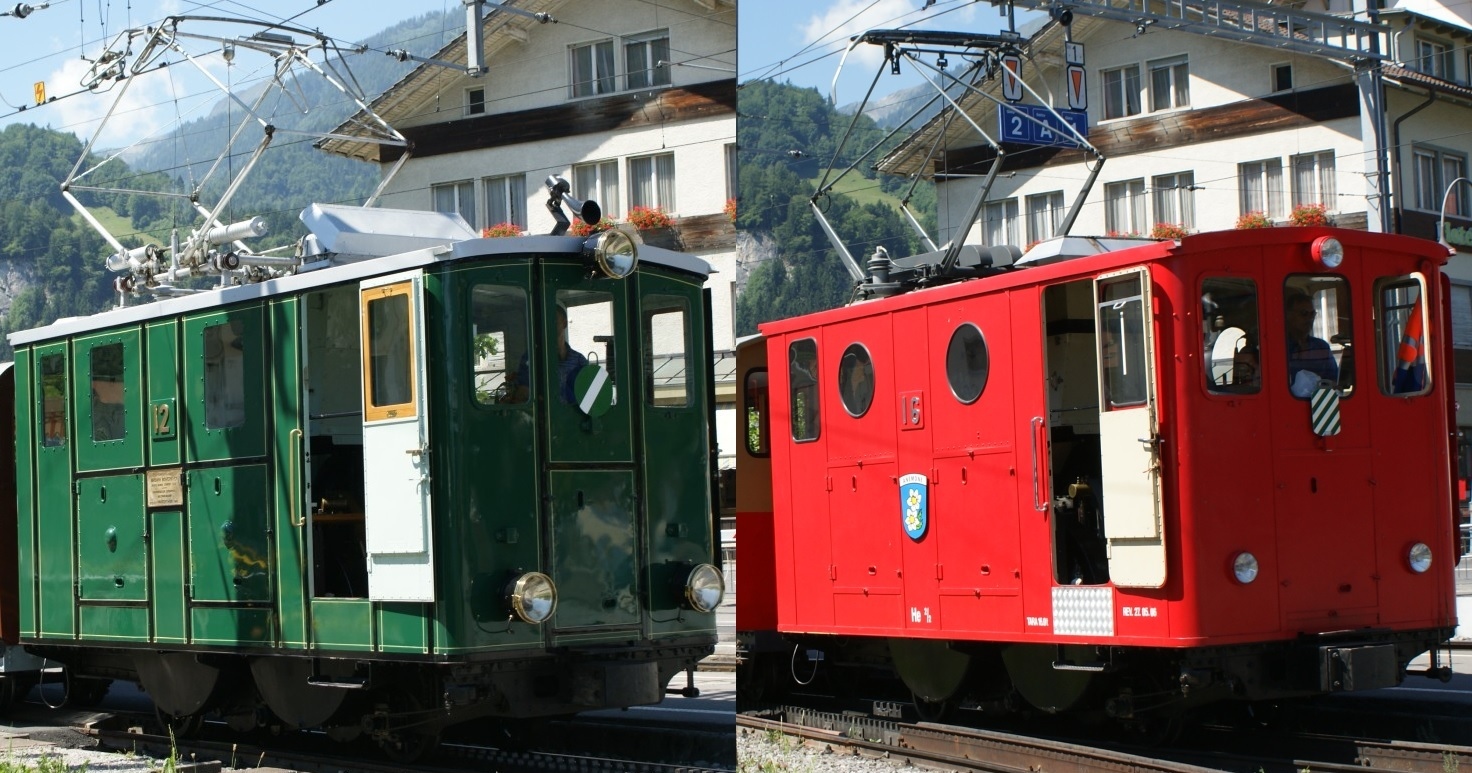
Die Lokomotiven He 2/2 12 und 16, 2008

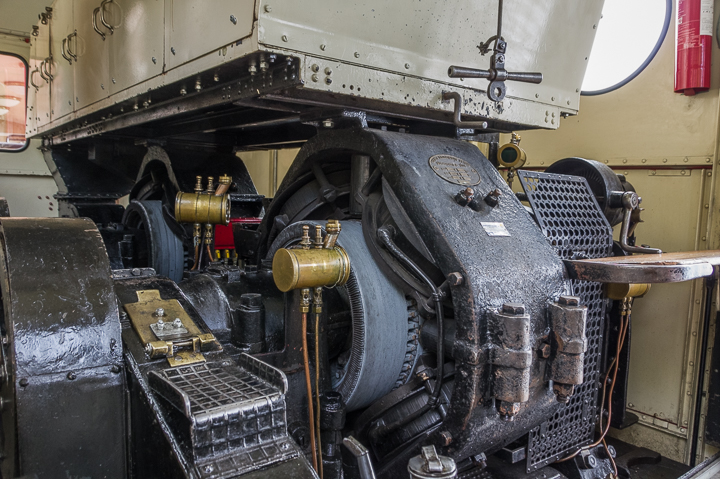
Blick auf die Antriebsmotoren einer Lokomotive der Schynige Platte-Bahn, 2016

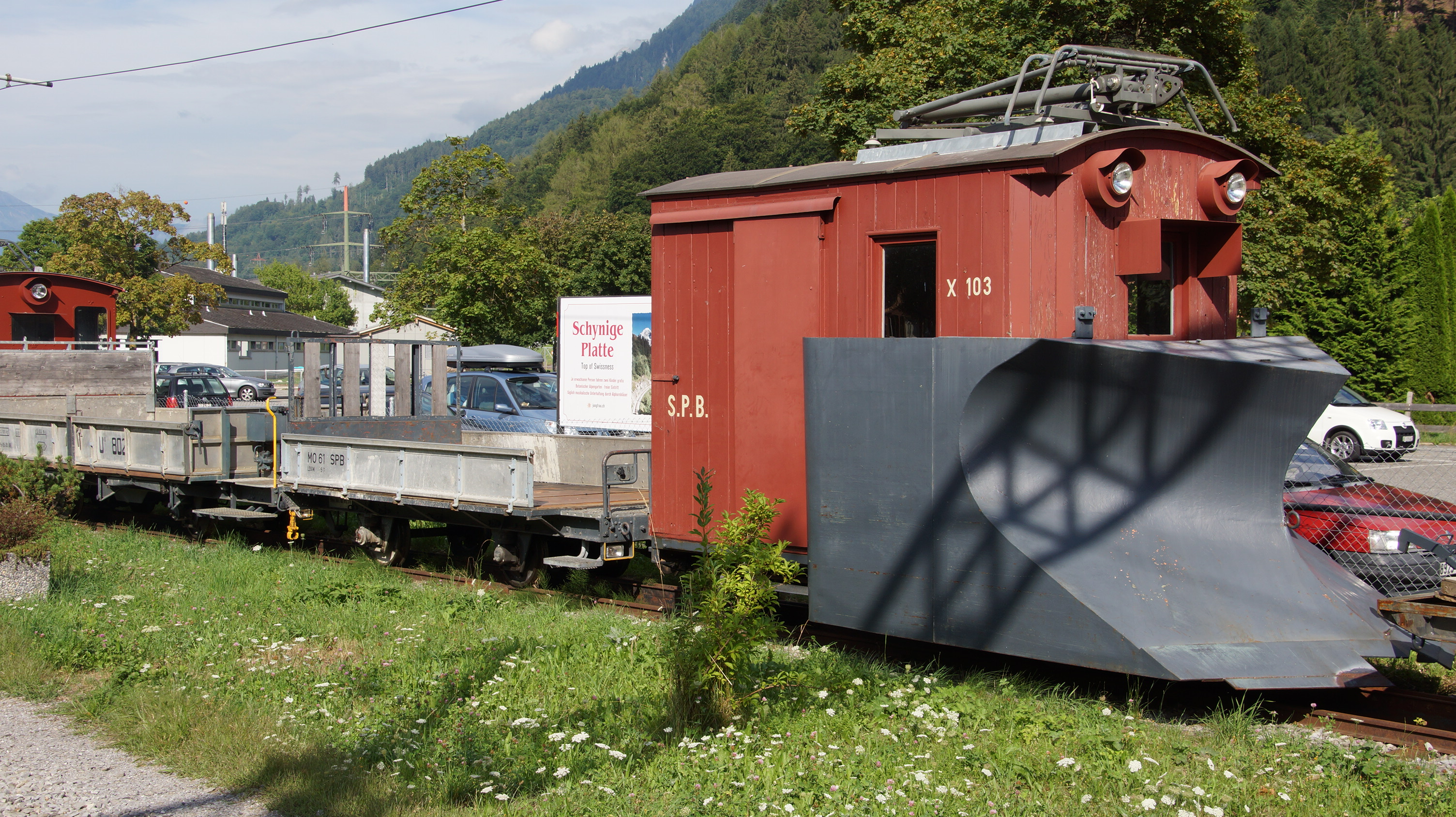
Lokomotive mit Schneepflug X 103 und zwei Güterwagen in der Talstation, 2015.
(Die Wagen werden bergauf geschoben.)

### Lokomotiven
Dampflokomotiven
- H 2/3 1 bis 6 (1891 bis 1894) Nr. 5 mit Stand 2020 in Revision

Elektrische Lokomotiven
- He 2/2 11 bis 14 (1914)
- He 2/2 15 (1909), ex WAB He 2/2 55 (1963 an SPB, seit 1997 als Denkmal bei Primeo Energie in Münchenstein)
- He 2/2 16 bis 18 (1910), ex WAB He 2/2 56 bis 58 (1963 an SPB, Nr. 17 Abbruch 1997)
- He 2/2 19 (1911), ex WAB He 2/2 59 (1963 an SPB)
- He 2/2 20 (1911), ex WAB He 2/2 60 (1970 an SPB)
- He 2/2 61 (1912), ex WAB He 2/2 61 (1970 an SPB als Nr. 21; 1982 an WAB als Nr. 61; 1992 an SPB als Nr. 61)
- He 2/2 62 (1912), ex WAB He 2/2 62 (1991 an SPB)
- He 2/2 63 (1912), ex WAB He 2/2 63

### Personenwagen
- B 1–6 (1893–1894), offene Abteilwagen, Nr. 6 noch vorhanden
- B 7" (1924), offener Abteilwagen
- B 8 (1929), offener Abteilwagen
- B 3" (1893, ex WAB 3), offener Abteilwagen
- B 21 (1929), geschlossener Abteilwagen
- B 22 (1931), geschlossener Abteilwagen
- B 23 (1898, ex WAB 22), geschlossener Abteilwagen
- B 24 (1901, ex WAB 24), geschlossener Abteilwagen
- B 41–42 (1992–2002, Untergestelle 1893 ex B 2 und 4), geschlossene Abteilwagen, Stahlkasten
- B 43–52 (1992–2002, Untergestelle 1899–1926 ex WAB), geschlossene Abteilwagen, Stahlkasten

### Güter- und Dienstwagen
- Mo 61 (1891), offener Wagen
- OM 71–72 (1893), kurze offene Wagen als Vorstellwagen für Personenzüge
- OC 81 (1963), Wassertankwagen
- OM 91 (1894/1974 ex B 3')
- X 101 (1894/1939 ex BF 7') Fahrleitungswagen mit Hebebühne
- X 102 (1895/1974 ex B 10 ex WAB), Mannschaftswagen
- X 103 (1925), Schneepflug
- Uku 802 (1965, ex WAB), Kippwagen
- X 1–2 (1893), Rollwagen